# Костюк Василь Іванович
Василь Іванович Костюк (нар. 18 березня 1932, с. Катеринівка, Бобровицький район, Чернігівська область) — український журналіст, письменник. Член Національної спілки письменників України, Національної спілки журналістів України.

## Родина
Народився в багатодітній сім'ї колгоспника (дев'ятеро дітей, він — третій) на хуторі Катеринівка (тепер село) колишнього Новобасанського, тепер Бобровицького району.

## Освіта
- Навчався в Катеринівській початковій, Олександрійській семирічній Вороньківській та Кобизькій десятирічці.
- 1952—1958 — факультет журналістики Київського державного університету імені Тараса Шевченка.

## Кар'єра
- 1958—1960 — у редакції газети «Колгоспне село».
- 1960—1964 — у Державному видавництві образотворчого мистецтва та музичної літератури. Через переслідування за політичні погляди був змушений піти з журналістської роботи і влаштуватися в Укоопспілку, де працював 32 роки.
- Нині — директор з маркетингу поліграфічного підприємства «Омега-Л».

## Творчість
Книжки сатири та гумору:
- «У два ціпи» (у співавторстві)
- «Ой під вишнею»
- «Ліки від сміху»
- «Лиха п'ятниця»

Документальний нарис «Канів»
Книжки для дітей:
- «Хлопчик Стоголик у князівстві могутнього Кия»
- «Казки дідуся-чарівника»

Переклад з білоруської п'єси В. Вампілова «Третя ракета»
Кіносценарій «Там, де Дніпро тече в Криму»
Друкується в газетах і журналах України.

## Громадська робота
Член правління Українського фонду культури.

## Різне
Учасник війни.

## Відзнаки
Нагороджений:
- медалями «За доблесну працю в Великій Вітчизняній війні 1941—1945 рр.» та «60 років перемоги в Великій Вітчизняній війні 1941—1945 рр.».
- почесною відзнакою Українського фонду культури «За подвижництво в культурі».
- грамотою Верховної Ради України (2005).

## Джерело
- Василь Костюк // Не бував ти у наших краях!: історико-краєзнавче видання / упорядник-редактор Дмитро Головко. — Київ: Рада, 2010. — С. 331.